# US Ancona
US Ancona is een Italiaanse voetbalclub uit Ancona, Marche.
De club werd in 1905 opgericht als Unione Sportiva Anconitana en veranderde in 1981 de naam in Ancona Calcio 1905. Voor en kort na de Tweede Wereldoorlog speelde de club in de Serie B maar kon dan pas op dat niveau terugkeren in 1988. In 1990 werd de club vijfde en twee jaar later volgde zelfs een promotie naar Serie A. De club kon niet standhouden en moest een stapje terugzetten. In het seizoen 2016/17 komt de club uit in de Lega Pro B
Het volgende seizoen werd de finale van de strijd om de Coppa Italia bereikt, maar daarin verloor de club van Sampdoria. Nadat de promotie enkele keren gemist werd degradeerde de club in 1996 uit de Serie B, na één seizoen keerde de club terug maar kon niet standhouden. De terugkeer in 2000 was succesvoller en in 2003 promoveerde de club terug naar de Serie A.
Het tweede seizoen van Ancona in de Serie A (seizoen 2003/04) was een van de meest catastrofale ooit voor een club uit de Serie A. Ancona kon 28 wedstrijden op rij geen overwinning behalen en sloot het seizoen af met 13 schamele punten. Hierna ging de club failliet en degradeerde naar de Serie C2. De club werd heropgericht als AC Ancona en promoveerde in 2006 naar de Serie C1. In het seizoen 2007/08 werd Ancona tweede in de Serie C1 en promoveerde bijgevolg naar de Serie B. In 2010 volgde een nieuw faillissement waardoor de club een herstart moest maken vanaf de Eccellenza in Marche. De club keerde uiteindelijk nog terug op het derde niveau maar moest dat met een nieuwe faillissement in 2017 bekopen. Onder de naam US Anconita ASD probeert de club het verloren gegane terrein goed te maken. Na twee achtereenvolgende promoties speelt de club in het seizoen 2019/20 in de Eccellanza Marche op het vijfde Italiaanse voetbalniveau.
Alle rechten van de club worden in 2021 overgedragen aan SS Matelica Calcio 1921 en gaat daarmee weer uitkomen in de Serie C. Op 1 juli 2022 wordt de naam van de club gewijzigd in US Ancona.

## Eindklasseringen
| Seizoen | Competitie                      | Niveau | Eindstand | Coppa Italia | Opmerking                                                                                               |
| ------- | ------------------------------- | ------ | --------- | ------------ | --- |
| 2000/01 | Serie B                         | II     | 10        | 2e groep 7   | |
| 2001/02 | Serie B                         | II     | 8         | 2e roep 8    | |
| 2002/03 | Serie B                         | II     | 4         | 8e finale    | |
| 2003/04 | Serie A                         | I      | 18        | 3e groep 5   | Failliet                                                                                                |
| 2004/05 | Serie C2 Girone B               | IV     | 11        | --           | |
| 2005/06 | Serie C2 Girone B               | IV     | 5         | --           | |
| 2006/07 | Serie C1 Girone B               | III    | 16        | --           | |
| 2007/08 | Serie C1 Girone B               | III    | 2         | --           | |
| 2008/09 | Serie B                         | II     | 19        | 2e ronde     | winnaar play-out > Rimini Calcio (2-1)                                                                  |
| 2009/10 | Serie B                         | II     | 17        | 3e ronde     | Failliet                                                                                                |
| 2010/11 | Eccellenza Marche               | VI     | 1         | --           | Naamswijziging in US Ancona 1905                                                                        |
| 2011/12 | Serie D Girone F                | V      | 3         | --           | Finale promotieserie                                                                                    |
| 2012/13 | Serie D Girone F                | V      | 7         | --           | |
| 2013/14 | Serie D Girone F                | V      | 1         | --           | |
| 2014/15 | Lega Pro Girone B               | III    | 6         |              | |
| 2015/16 | Lega Pro Girone B               | III    | 4         | --           | |
| 2016/17 | Lega Pro Girone B               | III    | 20        | --           | Failliet, naamswijziging in US Anconita SSD                                                             |
| 2017/18 | Prima Catgeoria Marche Girone B | VII    | 1         | --           | |
| 2018/19 | Promozione Marche Girone A      | VI     | 1         | --           | |
| 2019/20 | Eccellenza Marche               | V      | 2         | --           | |
| 2020/21 | Eccellenza Marche               | V      | 3         | --           | competitie stilgelegd vanwege coronapandemie; Naams- en rechtenwijziging naar S.S. Matelica Calcio 1921 |
| 2021/22 | Serie C Girone B                | III    | 6         | --           | Ligatopscorer: Alex Rolfini (18); 1e ronde promotieserie                                                |
| 2022/23 | Serie C Girone B                | III    | 7         | --           | Naamswijziging in US Ancona; 1e ronde promotieserie                                                     |
| 2023/24 | Serie C Girone B                | III    | 16        | --           | Verwezen naar Serie D wegens niet nakomen financiële verplichtingen                                     |
| 2024/25 | Serie D Girone F                | IV     | 6         | --           | |
| 2025/26 | Serie D Girone F                | IV     | .         | --           | |

## Bekende (oud-)spelers
- Daniel Andersson
- Massimo Agostini
- Dino Baggio
- Igor Budan
- Nicola Caccia
- Felice Centofanti
- Lajos Détári
- Tomislav Erceg
- Maurizio Ganz

- Miloš Glonek
- Magnus Hedman
- Dario Hübner
- Mário Jardel
- Giampiero Maini
- Alessandro Melli
- Davide Micillo
- Mauro Milanese
- Alessandro Nista

- Goran Pandev
- Milan Rapaić
- Oscar Ruggeri
- Mohamed Sarr
- Guilherme Siqueira
- Jess Vanstrattan
- Max Vieri
- Sergio Zarate
- Gyula Zsengellér